# Popelka (pražská usedlost)

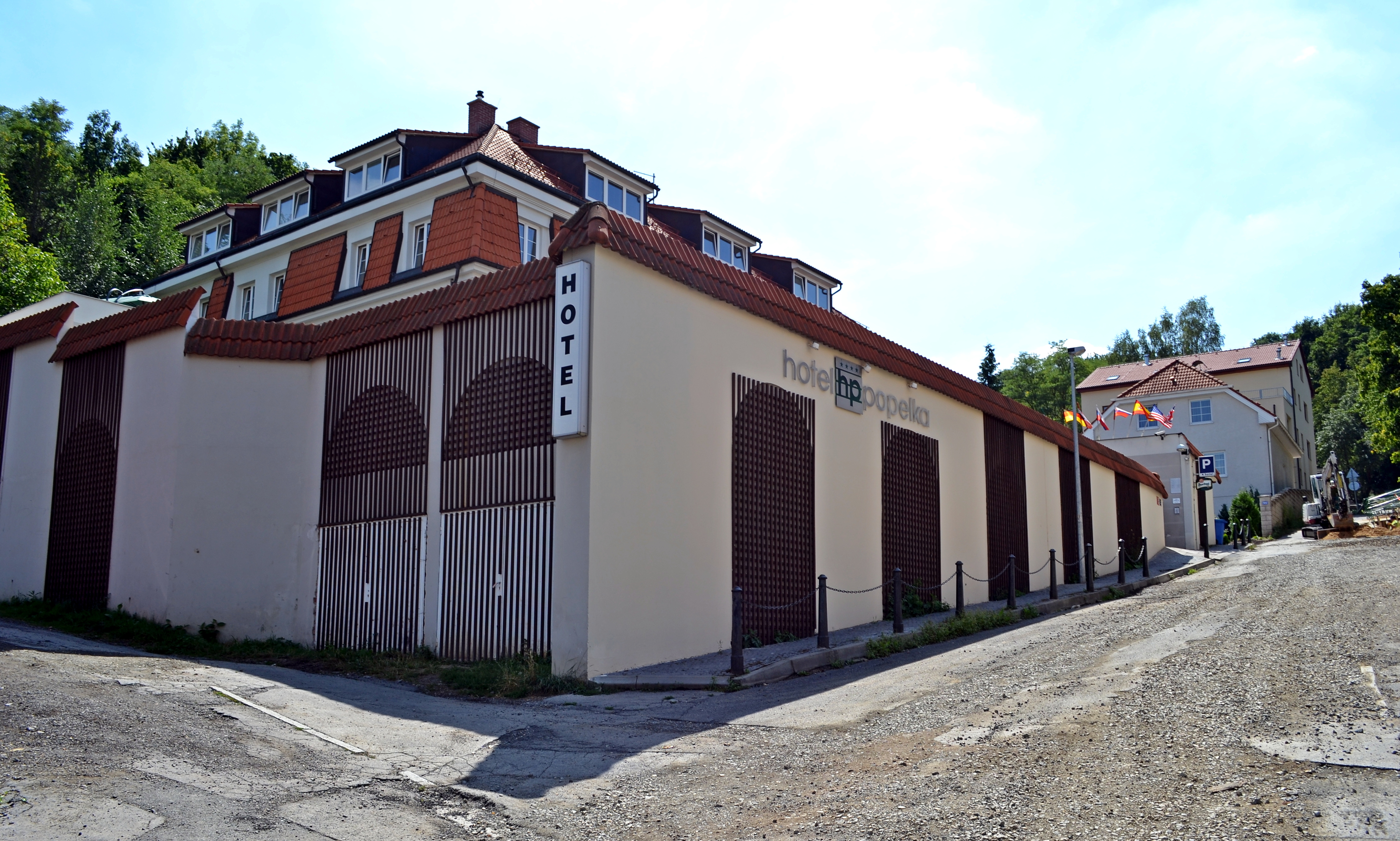
Hotel Popelka

Popelka je zbytek barokní usedlosti z konce 18. století, nacházející se v ulici Na Popelce 12 v Praze na Smíchově.V současné době se nachází na území Košíř.

## Historie
Název vinice Popelka se poprvé uvádí roku 1704. Údajně měla být v majetku rodiny Popelů z Lobkovic, ale doklady o tom nejsou. v 1. polovině 19. století byla v majetku Karla Dittricha, který vlastnil též usedlosti Provaznice a Cihlářka.
Usedlost měla více hospodářských a obytných budov pod jedním č.p. 160. Později byly pozemky a budovy rozděleny na tři části (č.p. 160, 214 a 215). Č.p. 160 získala Izraelská obec košířská, která zde založila židovskou modlitebnu. Koncem roku 1900 byla usedlost zbořena a nahrazena novou stavbou, ve které měl mezi válkami malou továrnu František Tamchyna.

### Sala terrena
Z původní barokní stavby se zachovala pouze do svahu vsazená sala terrena oválného půdorysu; průčelí má členěné pilastry se slepými arkádami a nikami. Interiér byl zaklenutý kupolí s výsečemi.

### Po roce 1989
Budovy postavené po roce 1900 jsou v soukromém vlastnictví a po rekonstrukci slouží jako hotel.